# Кюдорф
Кюдорф (нем. Kühdorf) — община в Германии, в земле Тюрингия. 
Входит в состав района Грайц. Подчиняется управлению Лойбаталь.  Население составляет 74 человека (на 31 декабря 2010 года). Занимает площадь 2,20 км².